# لسان المیزان

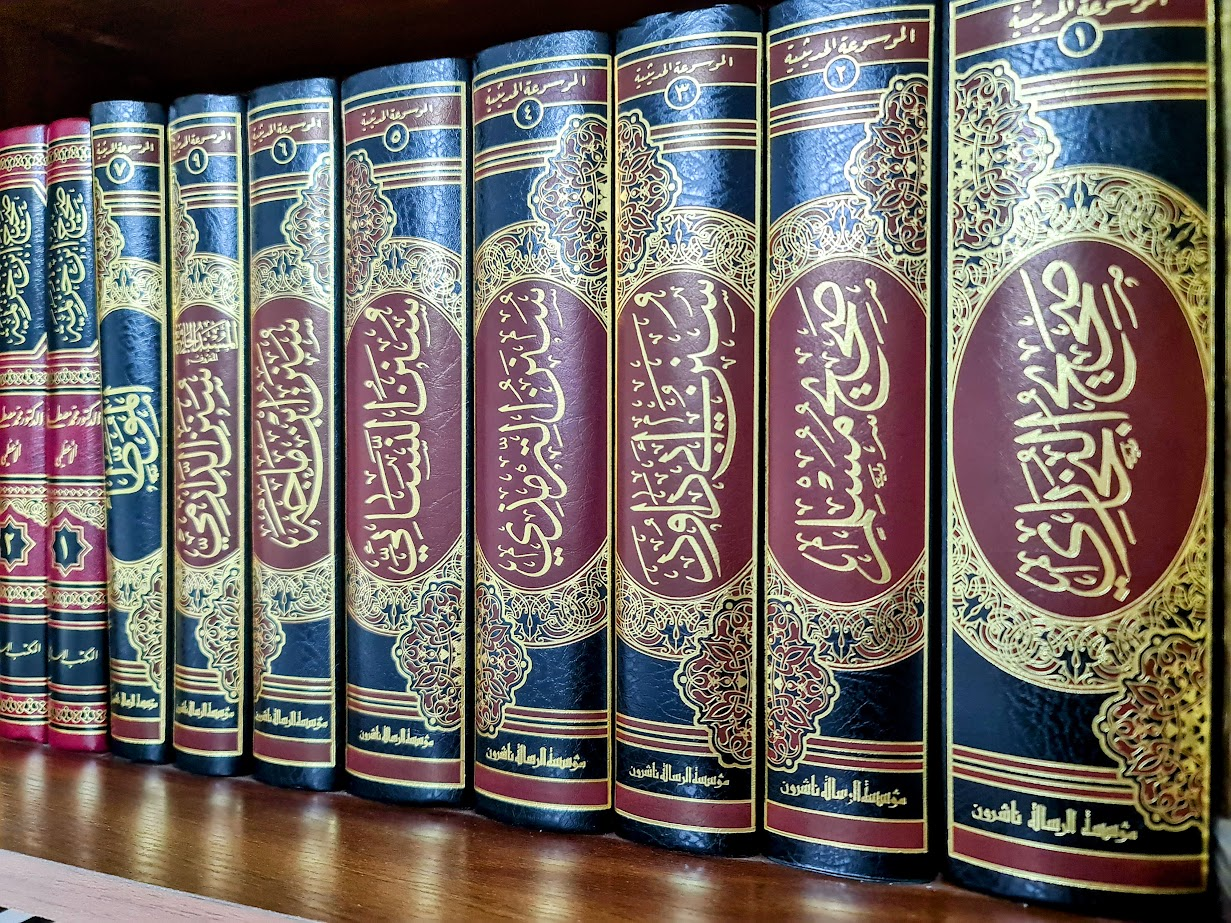
کتاب های چاپ شده اثر ابن حجر عسقلانی

لسان المیزان اثر ابن حجر عسقلانی ویرایش و الحاقی بر کتاب میزان الاعتدال اثر شمس‌الدین ذهبی است. این کتاب دربارهٔ علم رجال و دربردارندهٔ رجالی است که از دیدگاه اهل سنت، ضعیف، متروک یا مجهول به‌شمار می‌روند. ابن حجر در این کتاب از تکرار نام راویان کتاب‌های ستّه خودداری کرده‌است. به‌گفتهٔ ذهبی در میزان الاعتدال، تشیع و غلو در آن بدعت کوچک به‌حساب می‌رود و این‌گونه افراد در میان تابعین و اصحاب تابعین بسیار بوده‌اند که درصورت ردّ روایت حدیث آنان، حجم بسیاری از احادیث پیامبر اسلام از بین می‌رود. اما رفض را بدعت کبری دانسته به آن معنی که ردّ ابوبکر و عمر و انکار مقام آنان است و ادامه می‌دهد که در میان رافضیان، فرد راستگو وجود ندارد. ابن حجر پس از نقل این قول از ذهبی در مقدمهٔ لسان المیزان می‌آورد مالک و اصحاب او و ابوبکر باقلانی روایت اهل بدعت مانند اهل رفض و خوارج را کاملاً منع می‌کنند.